# Erich Hernández
Erich Ramón Hernández Osuna (Guadalajara, Jalisco, México, 16 de marzo de 1996) es un futbolista mexicano que juega en la posición de mediocampista. Actualmente milita en el Club Deportivo Guadalajara y participó con la selección juvenil en la Copa Mundial de Fútbol Sub-17 de 2013.
A los 10 años llega a las fuerzas básicas del Club Deportivo Guadalajara, disputó dos ediciones del Torneo de Fuerzas Básicas Sub-15, ha jugado con la categoría Sub-17 de la institución, así como con el equipo de la Tercera División.
Ha sido parte de la Selección de fútbol de México en las categorías Sub-15 y Sub-17.

## Clubes
| Club                       | País   | Año         |
| -------------------------- | ------ | ----------- |
| Club Deportivo Guadalajara | México | 2006 - 2019 |
| CD Tepatitlán Morelos      | México | 2019 -      |